# Нафта окиснена
Нафта окиснена (рос. нефть окисленная; англ. oxidated oil; нім. oxidiertes Erdöl n) — нафта, яка зазнала гіпергенних змін під дією процесів випаровування, фотохімічної полімеризації, окиснення, зокрема бактеріального в аеробних і анаеробних умовах. 
Нафта окиснена залежно від масштабів, характеру окиснювальних процесів і типу вихідної нафти має велику густину (від 960 до 1050 кг/м³), низький вміст бензинів (до 3-10%), високий відсоток смолисто-асфальтенових компонентів (понад 20%).
Найсильніші зміни відбуваються при виході нафти на земну поверхню (сучасну або древню). При цьому нафта втрачає легкі фракції і осмолюється, збільшується її густина, підвищується в’язкість, зростає кількість асфальтово-смолистих компонентів і кислот. Важкі окиснені нафти використовуються для отримання високов’язких продуктів – гудрону, технічного бітуму і ін. 